# Melanephia trista
Melanephia trista är en fjärilsart som beskrevs av Pieter Cornelius Tobias Snellen 1872. Melanephia trista ingår i släktet Melanephia och familjen nattflyn. Inga underarter finns listade i Catalogue of Life.